# Хвединг, Якоб
Якоб Йенсен Хвединг (фар. Jacob Hveding; 2 сентября 1753, Берген, Норвегия — 15 мая 1824, Берген) — фарерский юрист, государственный деятель, судья, лёгмаур (фар. Løgmaður, правитель, премьер-министр Фарерских островов) (1772—1786).
С 1772 по 1786 год был Лоумэном (премьер-министром) Фарерских островов. Его предшественником был Торкильд Фьельдстед.
На этом посту его сменил Йохан Михаэль Лунд.
Позже вернулся в Норвегию в Ставангер, где занял пост председательствующего судьи датско-норвежского верховного суда.